# Jungfrau Park
Jungfrau Park (eerder Mystery park) is een avonturenpark in het Zwitserse kanton Bern, ten zuiden van de stad Interlaken tussen het meer van Brienz en het meer van Thun. Het park ligt aan de oever van de Lütschine.
Mystery park werd geopend in 2003 en opgericht door de Zwitserse publicist Erich von Däniken, bekend als verdediger van de theorie dat de aarde in een ver verleden door buitenaardse wezens werd bezocht. Deze buitenaardse bezoekers zouden een invloed hebben gehad op oude beschavingen en werden door de mensen van toen als goden beschouwd.
Het doel van het park is om de mysteries van de wereld te tonen en uit te leggen. De bezoeker moet hier zelf een oordeel over vormen er wordt alleen informatie gepresenteerd.
Het park heeft zeven thematische paviljoens, die opgesteld zijn rondom een cirkel. Men vindt daar multimediale belevingen, die vooral verschillende raadsels behandelen:
- Vimana - Spaceshuttles uit het antieke India?
- Oriënt - Piramides zonder bouwplan?
- Maya's - Een volk van geniale astronomen?
- MegaStones - Stonehenge, een tijdmachine voor de hogepriesters?
- Contact - Cultuurschok of inspiratie?
- Nazca - Pictogrammen voor de goden?
- Challenge - Zijn we alleen in het universum?

Het aantal bezoekers van het toenmalige Mystery park was te laag voor een rendabele exploitatie zodat het park einde 2006 werd gesloten. Nadat de financiële problemen in mei 2009 waren opgelost werd het park heropend. Na het einde van het seizoen 2009 werd het park omgedoopt naar Jungfrau Park.